# Tournefortia
Tournefortia är ett släkte av strävbladiga växter. Tournefortia ingår i familjen strävbladiga växter. Tournefortia beskrevs av Linné 1753. Typart i släktet är Tournefortia hirsutissima.
Släktet publicerades först under namnet Pittonia av Charles Plumier 1703. Namnet valdes för att ära Joseph Pitton de Tournefort. Linné ändrade senare namnet till Tournefortia eftersom Tournefort i stort sett var okänd av hans familj utanför Frankrike.

## Arter
The Plant List anger 96 arter i släktet och ytterligare 168 som inte är kontrollerade. Catalogue of Life anger 120 arter i släktet. Tropicos anger 225 arter i släktet. IPNI anger 453 arter i släktet.
Lista över arter i Catalogue of Life i alfabetisk ordning:

- Tournefortia acutiflora
- Tournefortia andina
- Tournefortia andrade-limae
- Tournefortia angustiflora
- Tournefortia arborescens
- Tournefortia asperrima
- Tournefortia astrotricha
- Tournefortia auroargentea
- Tournefortia belizensis
- Tournefortia bicolor
- Tournefortia bojeri
- Tournefortia brantii
- Tournefortia brenesii
- Tournefortia breviflora
- Tournefortia brevilobata
- Tournefortia buchtienii
- Tournefortia caeciliana
- Tournefortia calycina
- Tournefortia candida
- Tournefortia capitata
- Tournefortia caracasana
- Tournefortia caribaea
- Tournefortia carnosa
- Tournefortia chinchensis
- Tournefortia chrysantha
- Tournefortia conocarpa
- Tournefortia cordifolia
- Tournefortia coriacea
- Tournefortia cornifolia
- Tournefortia curvilimba
- Tournefortia cuspidata
- Tournefortia delicatula
- Tournefortia densiflora
- Tournefortia dracophylla
- Tournefortia elongata
- Tournefortia filiflora
- Tournefortia foetidissima
- Tournefortia fruticosa
- Tournefortia fuliginosa
- Tournefortia gardneri
- Tournefortia gibberosa
- Tournefortia gigantifolia
- Tournefortia glabra
- Tournefortia gnaphalodes
- Tournefortia gracilipes
- Tournefortia hartwegiana
- Tournefortia hernandesii
- Tournefortia heyneana
- Tournefortia hookeri
- Tournefortia intonsa
- Tournefortia isabellina
- Tournefortia jamaicensis
- Tournefortia johnstonii
- Tournefortia khasiana
- Tournefortia killipii
- Tournefortia kirkii
- Tournefortia latisepala
- Tournefortia leptostachya
- Tournefortia leucophylla
- Tournefortia lilloi
- Tournefortia longifolia
- Tournefortia longiloba
- Tournefortia longispica
- Tournefortia macrostachya
- Tournefortia mapirensis
- Tournefortia melanochaeta
- Tournefortia mexicana
- Tournefortia microcalyx
- Tournefortia mollis
- Tournefortia montana
- Tournefortia multiflora
- Tournefortia obovata
- Tournefortia obtusiflora
- Tournefortia octostachya
- Tournefortia ovalifolia
- Tournefortia ovata
- Tournefortia pauciflora
- Tournefortia pedicellata
- Tournefortia poasana
- Tournefortia polystachya
- Tournefortia puberula
- Tournefortia pubescens
- Tournefortia ramonensis
- Tournefortia ramosissima
- Tournefortia restrepoae
- Tournefortia roigii
- Tournefortia rollotii
- Tournefortia romeroi
- Tournefortia rufosericea
- Tournefortia salicifolia
- Tournefortia scabra
- Tournefortia scabrida
- Tournefortia schiedeana
- Tournefortia selleana
- Tournefortia setacea
- Tournefortia sibirica
- Tournefortia smaragdina
- Tournefortia sogdiana
- Tournefortia spicata
- Tournefortia staminea
- Tournefortia stenosepala
- Tournefortia subsessilis
- Tournefortia subspicata
- Tournefortia subtropica
- Tournefortia tacarcunensis
- Tournefortia tarmensis
- Tournefortia ternata
- Tournefortia ternifolia
- Tournefortia trichocalycina
- Tournefortia ulei
- Tournefortia umbellata
- Tournefortia urceolata
- Tournefortia usambarensis
- Tournefortia walkerae
- Tournefortia vasquezii
- Tournefortia vestita
- Tournefortia wightii
- Tournefortia villosa
- Tournefortia virgata
- Tournefortia viridiflora

## Bildgalleri

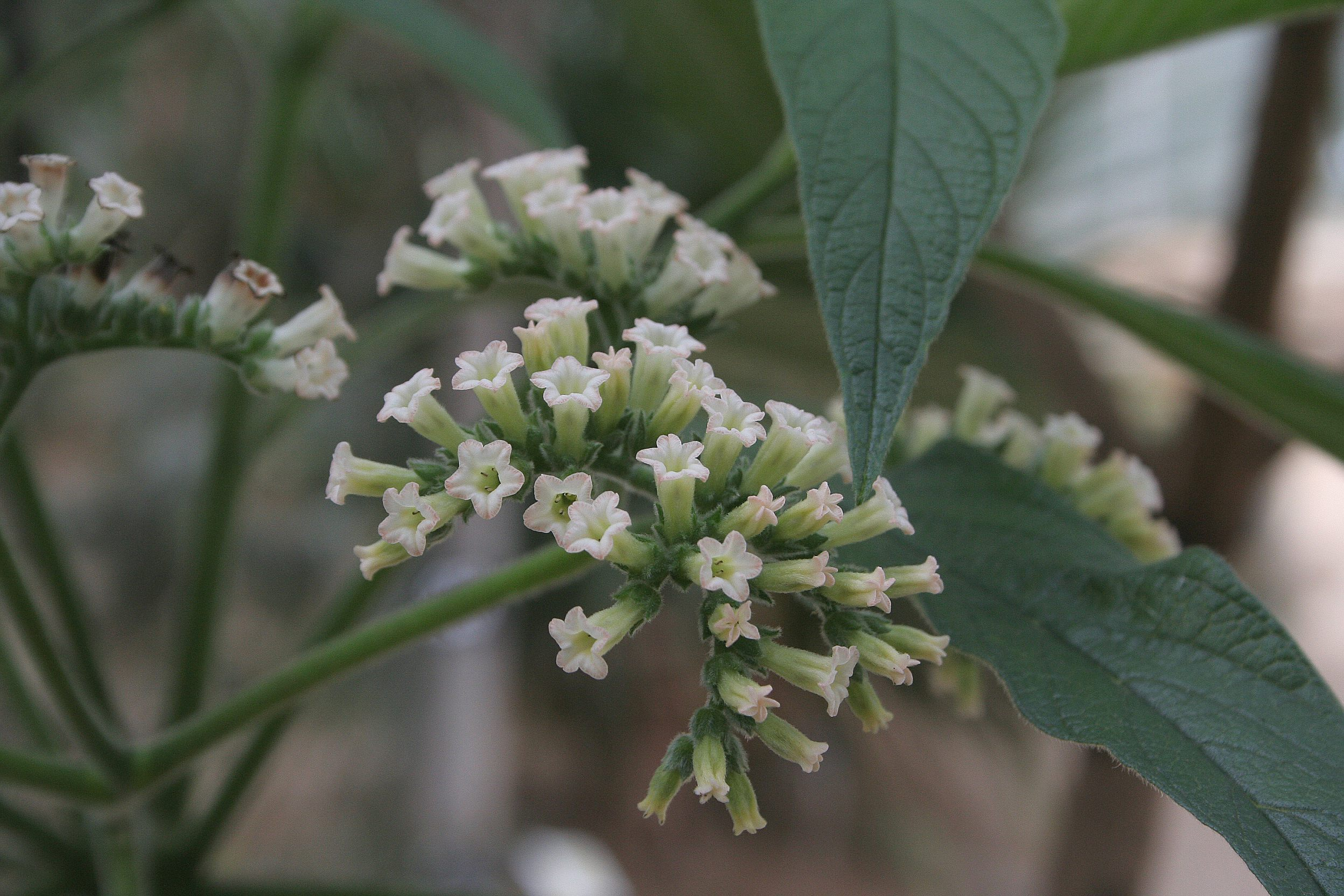
Tournefortia bojeri
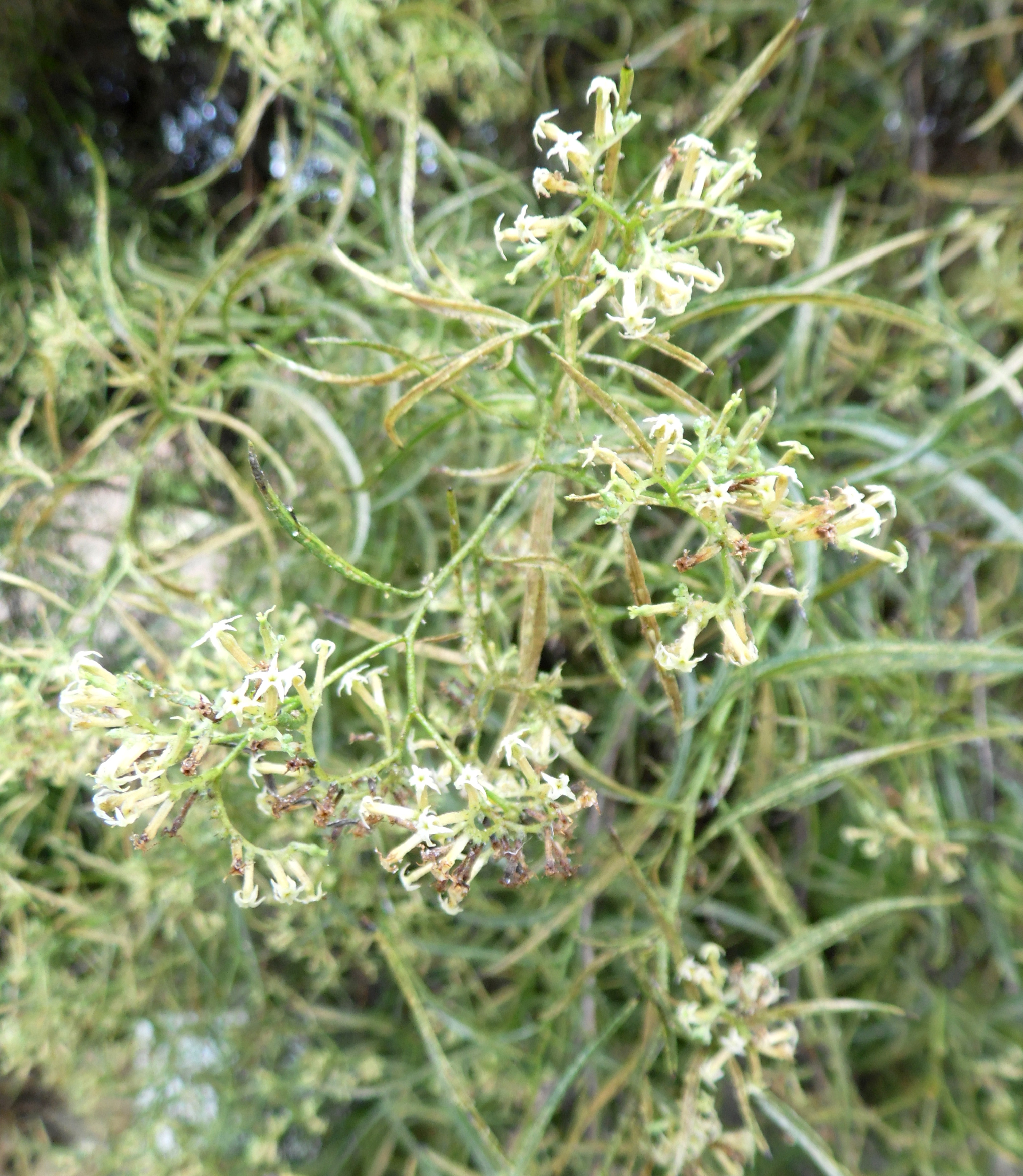
Tournefortia candidula
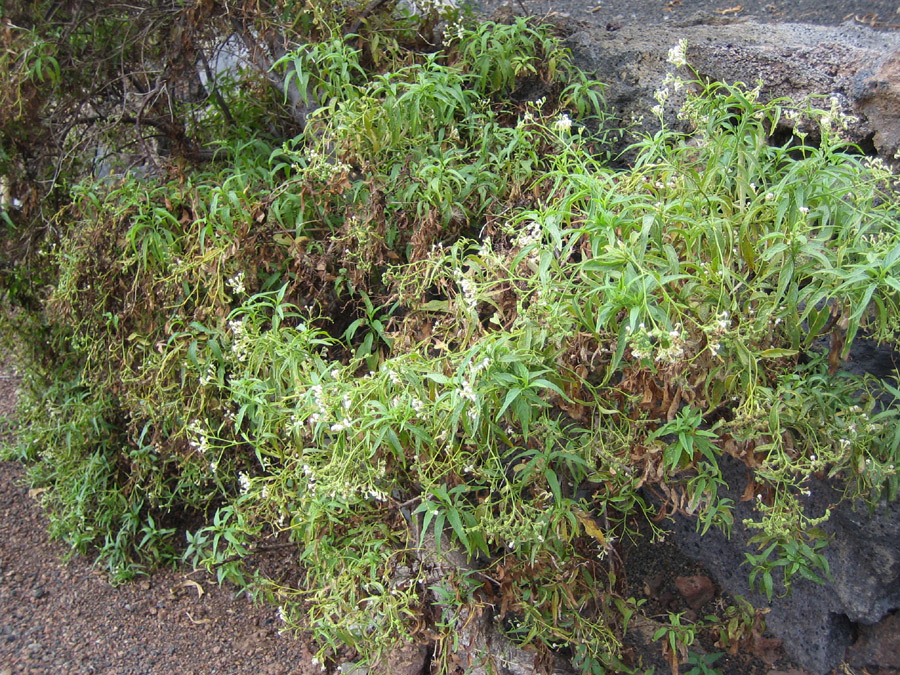
Tournefortia fruticosa
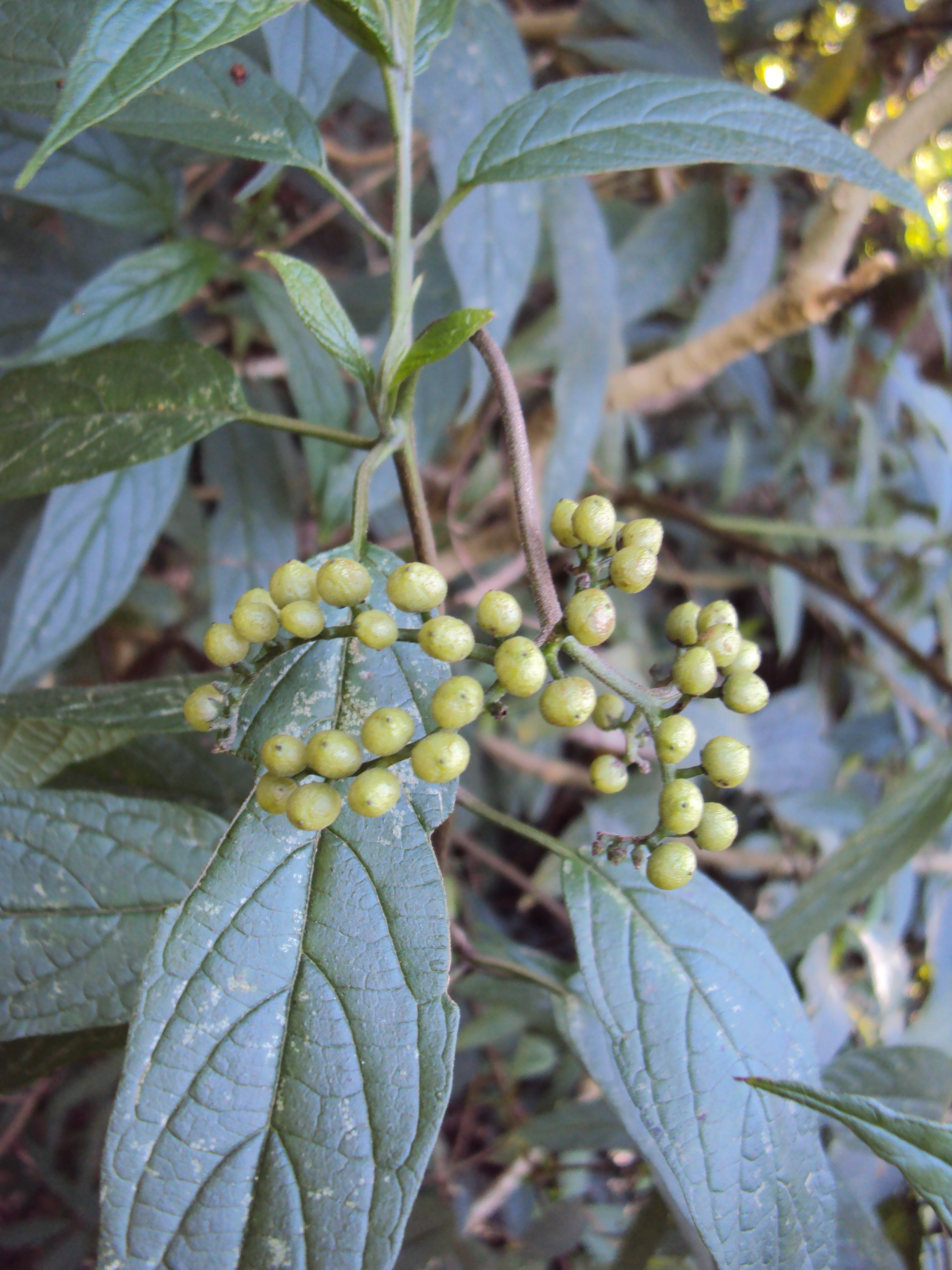
Tournefortia heyneana
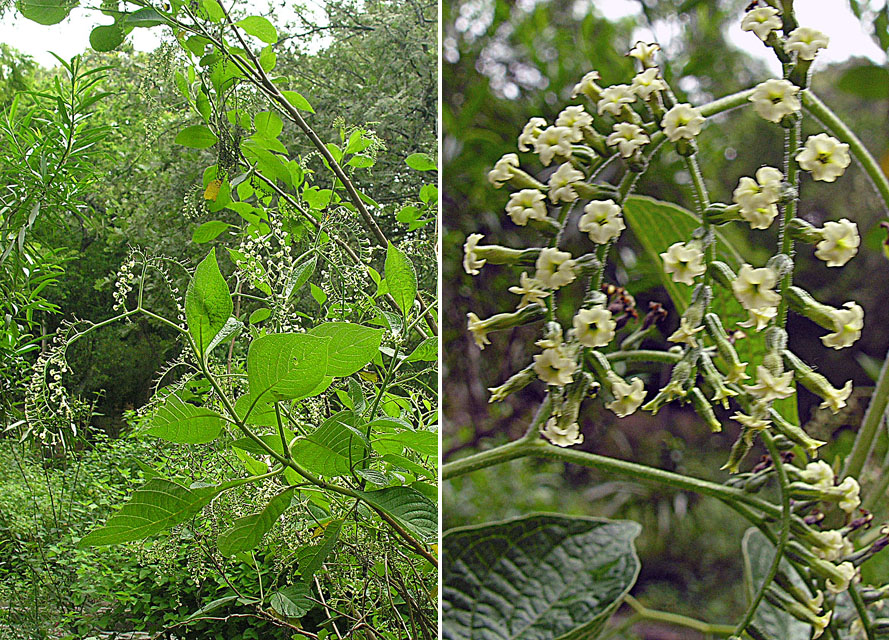
Typarten Tournefortia hirsutissima
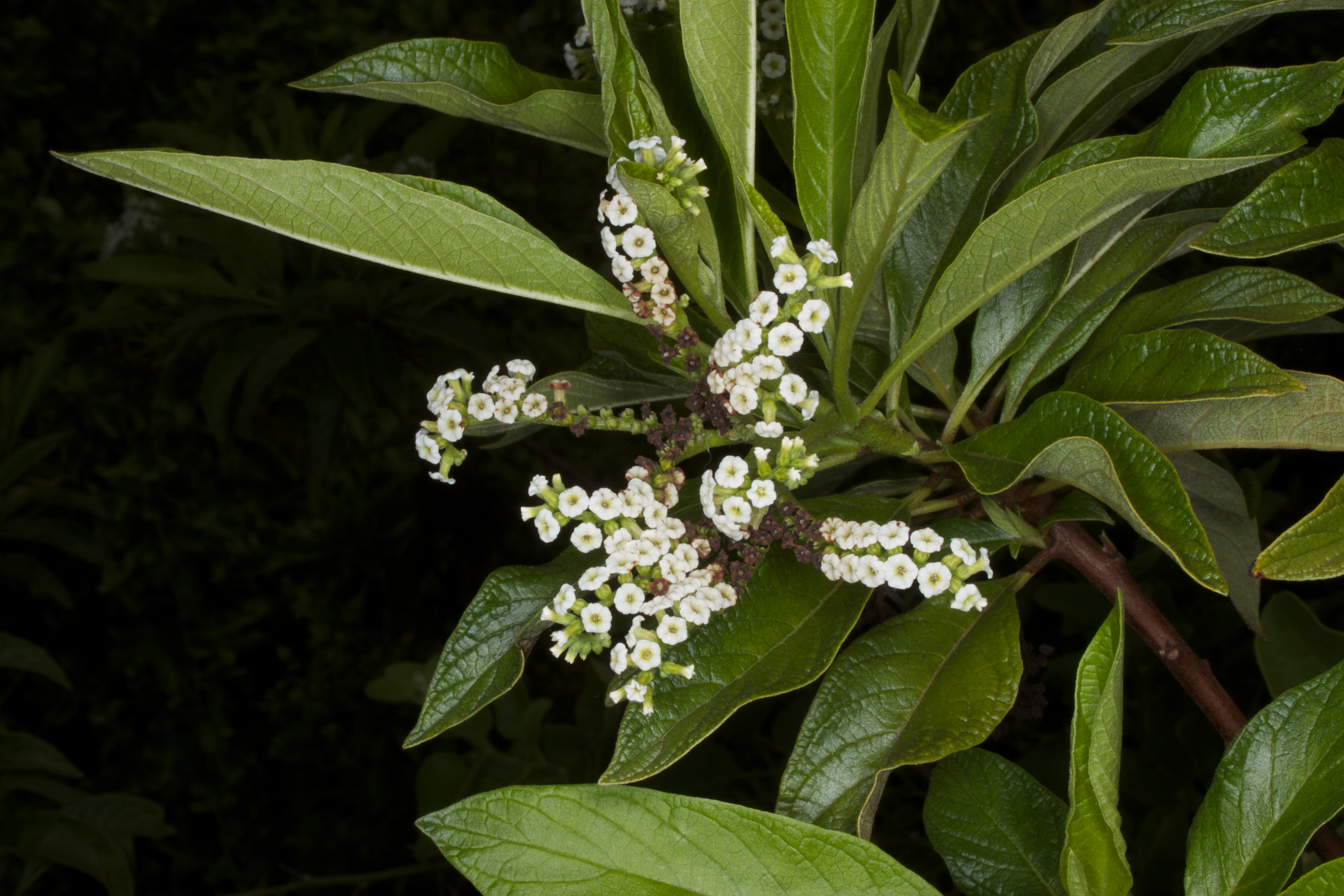
Tournefortia pubescens
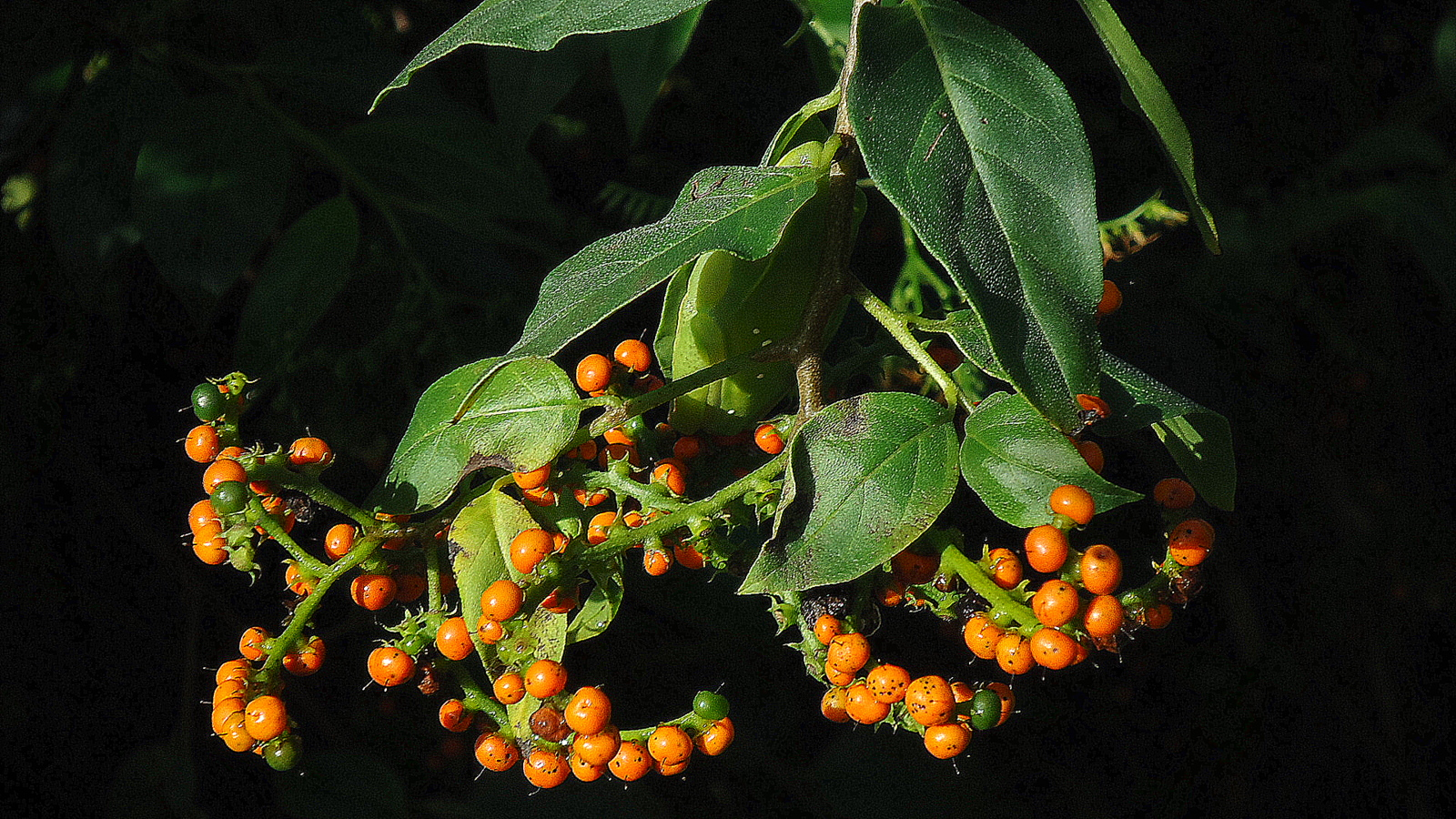
Tournefortia rubicunda
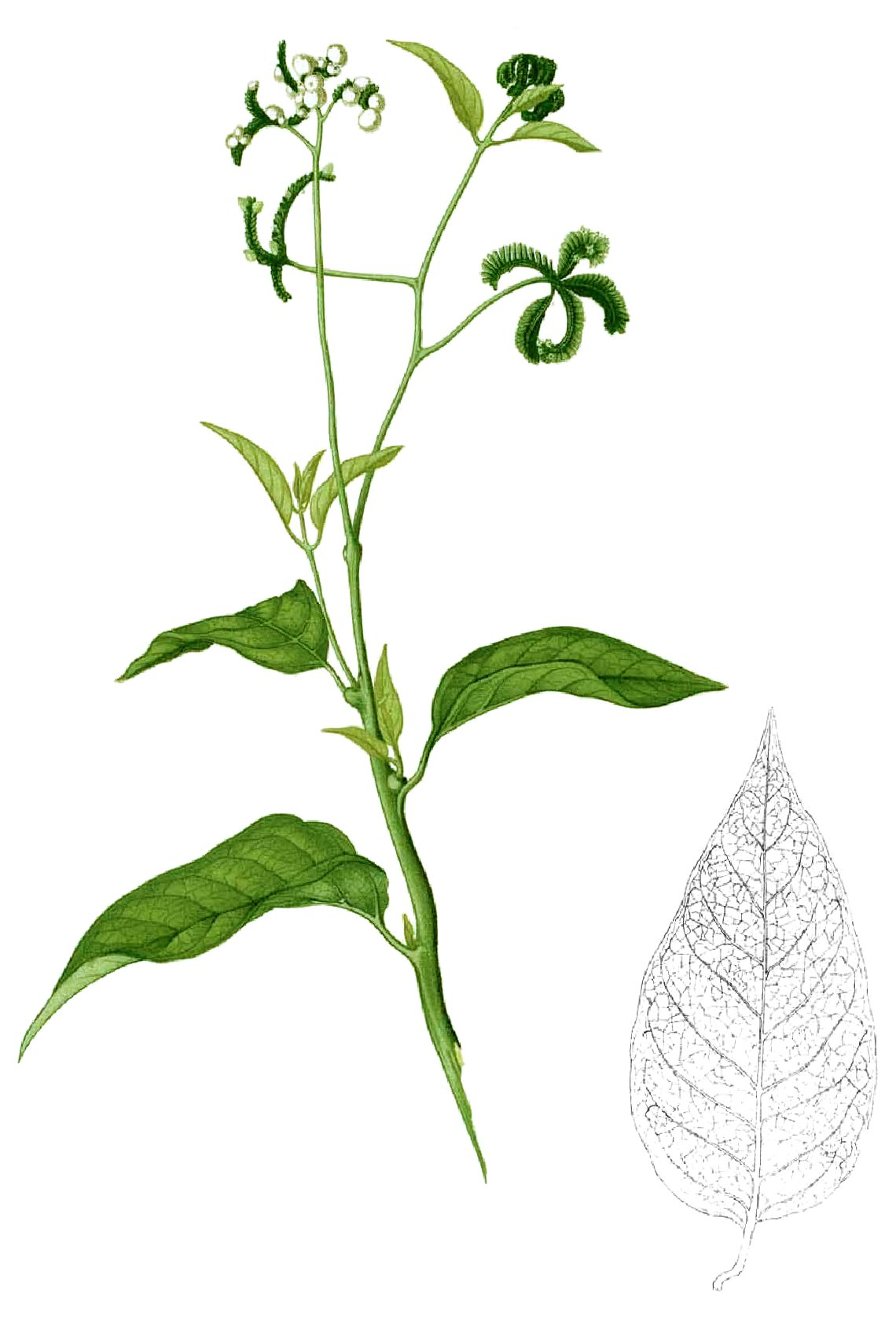
Tournefortia sarmentosa
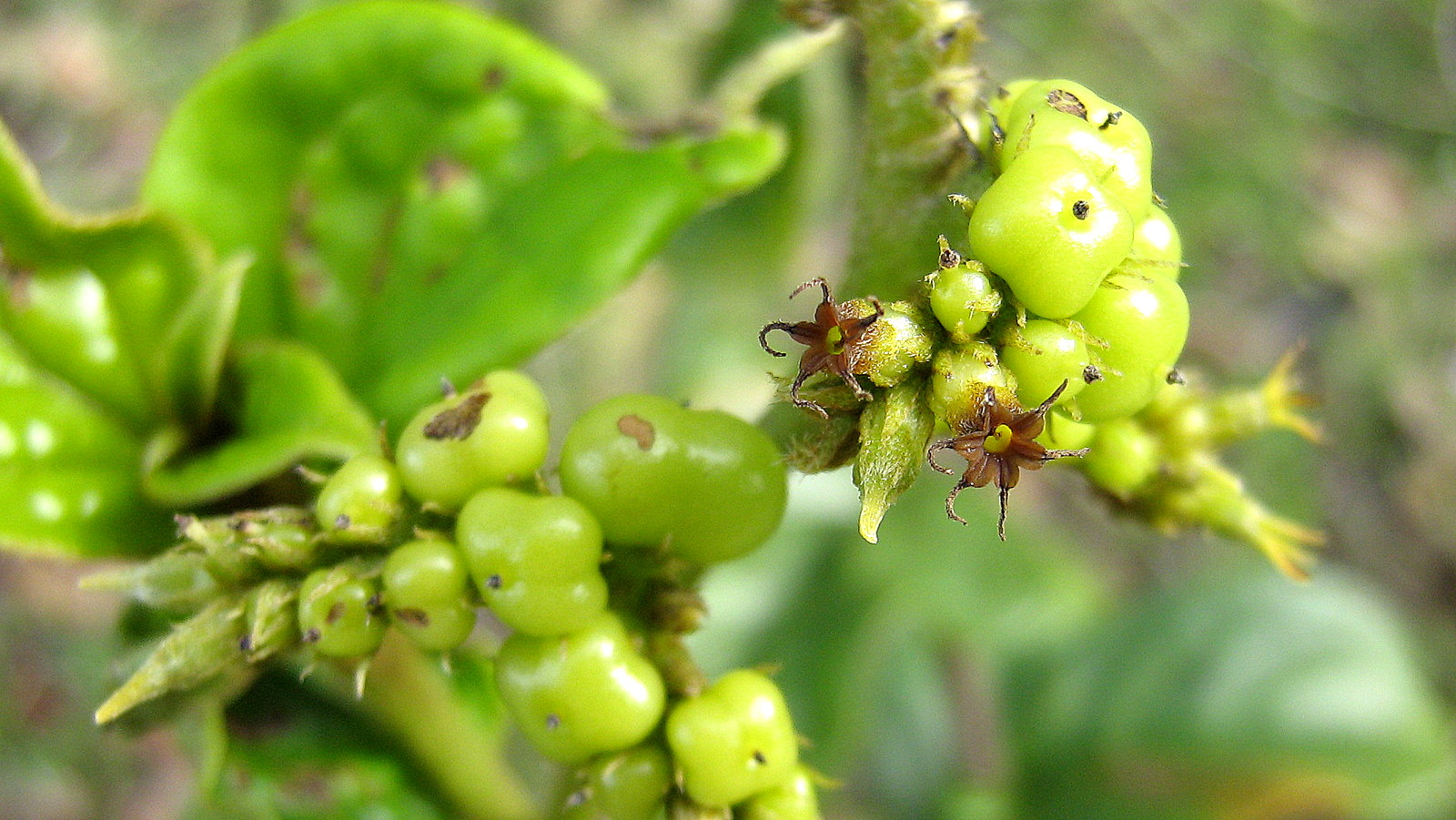
Tournefortia subsessilis
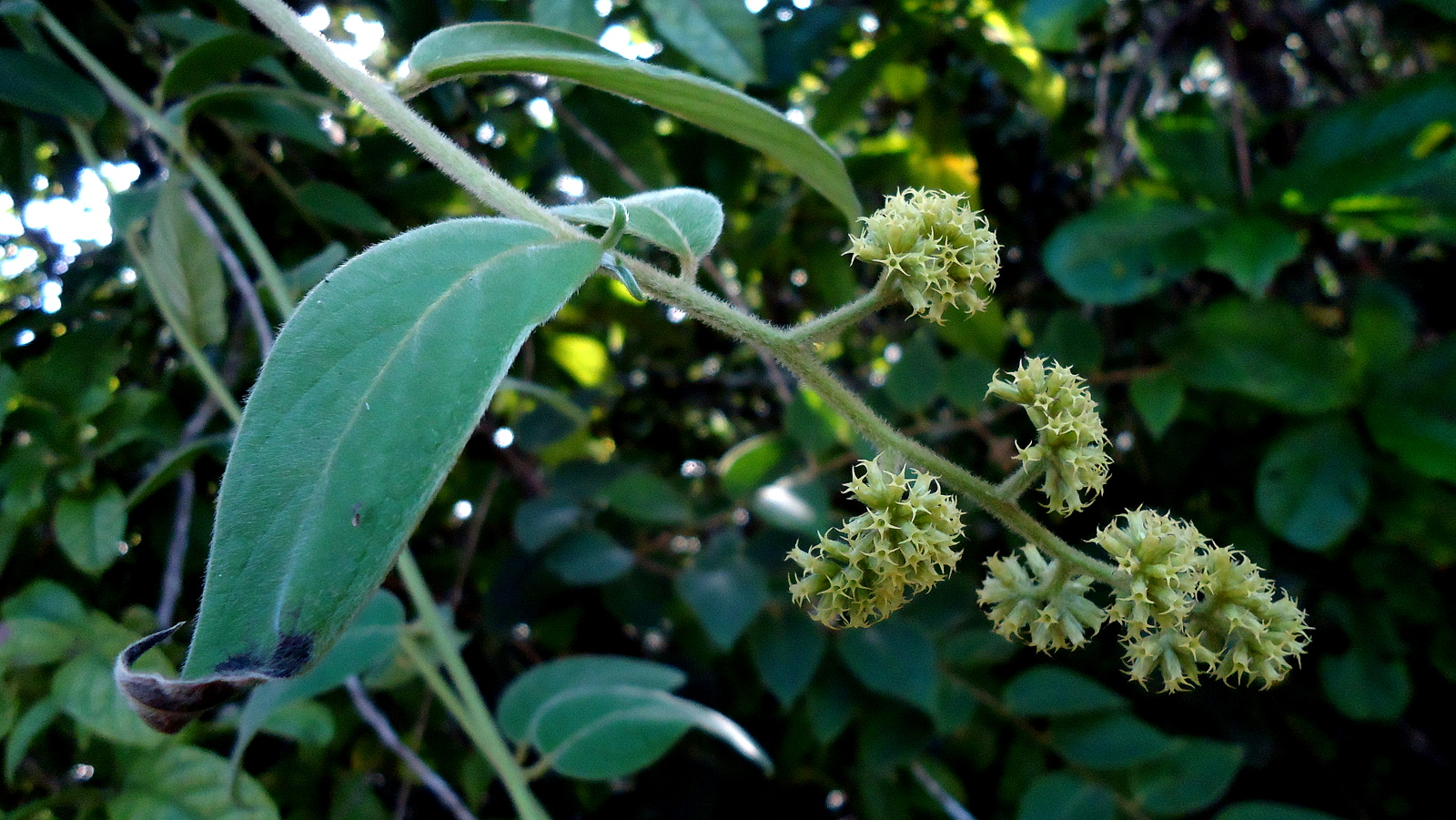
Tournefortia villosa